# Franz Konwitschny

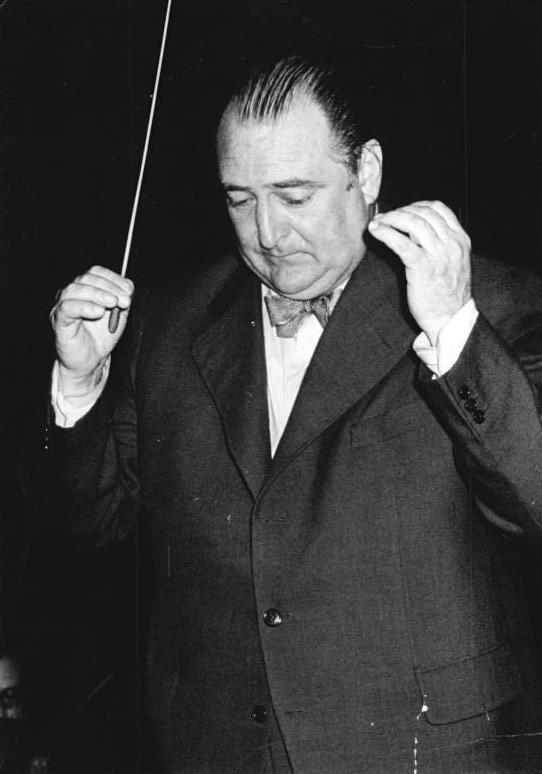
Franz Konwitschny en 1956

Franz Konwitschny est un chef d'orchestre allemand d'origine morave, né à Fulnek (margraviat de Moravie) le 14 août 1901 et mort le 28 juillet 1962 à Belgrade.

## Biographie
Il étudie le violon à l'école allemande du Musikverein de Brünn (Brno), avant d'entrer au Conservatoire de Leipzig (Leipzig) (1923-25). Encore étudiant, il est violoniste dans l'illustre Orchestre du Gewandhaus de Leipzig et devient aussi altiste du Quatuor Fitzner à Vienne (1925).
Il assumera successivement les responsabilités de Generalmusikdirektor à Fribourg-en-Brisgau, à l'Opéra de Francfort puis à l'Opéra de Hanovre (1945). En 1949, il devient premier chef d'orchestre du Gewandhaus de Leipzig avec lequel il réalisera quelques enregistrements discographiques. À l'Opéra de Dresde (1953-55) puis à l'Opéra de Berlin-Est (1955-62), il occupera, à nouveau, les plus hautes fonctions. Le fait qu'il ait travaillé sous le régime hitlérien ne semble pas, paradoxalement, avoir affecté la suite de sa carrière dans une Allemagne de l'Est communiste.

## Répertoire
Konwitschny incarnait un type de direction d'orchestre, désormais, semble-t-il, disparu et évoluait essentiellement dans le répertoire classique et romantique austro-allemand.